# Buffalo Airways

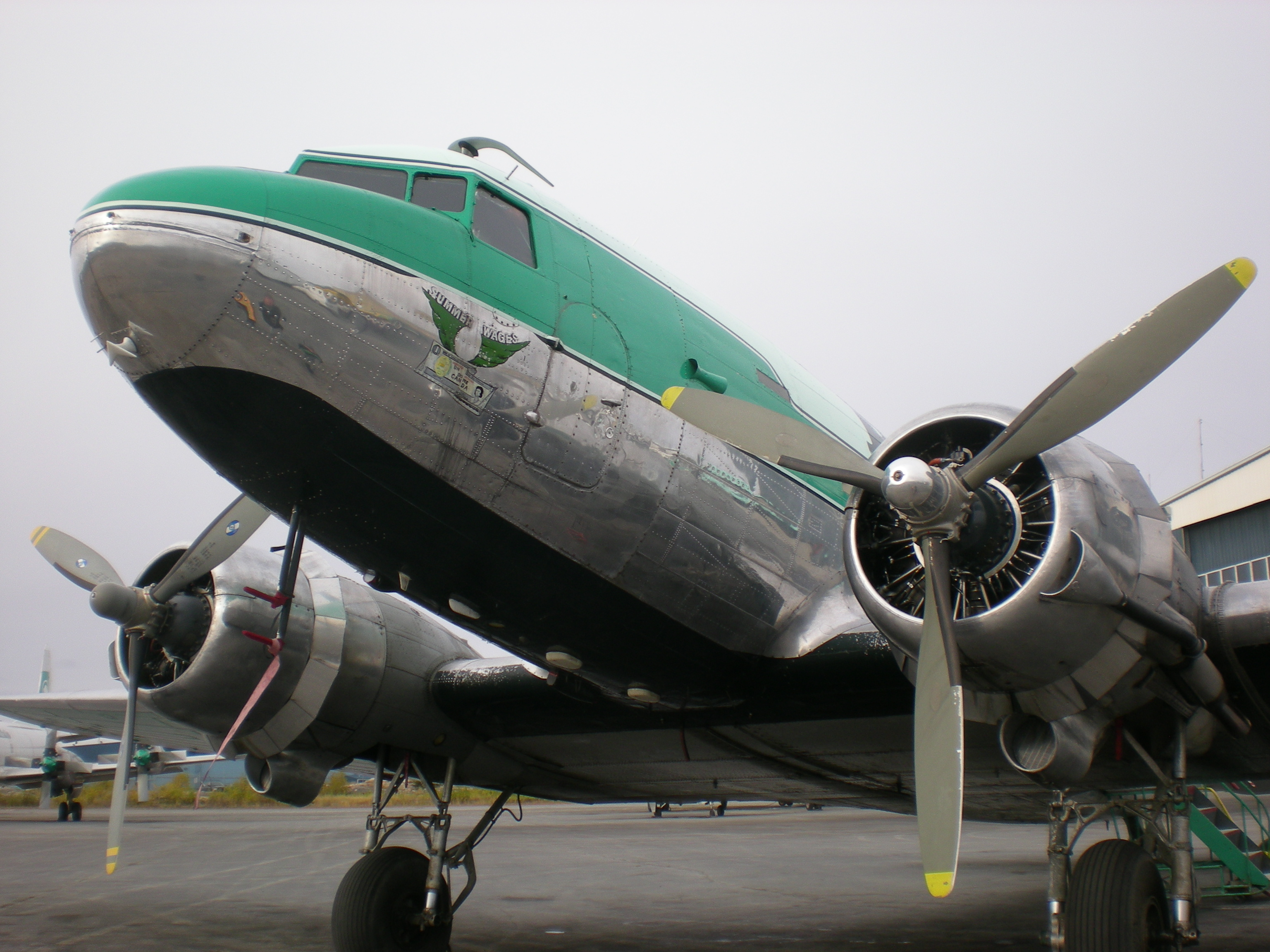
Le premier DC-3 de la compagnie.

Buffalo Airways est une compagnie aérienne familiale basée à Hay River, dans les Territoires du Nord-Ouest, au Canada. Elle a été fondée en 1970 par Joe McBryan, surnommé « Buffalo Joe ». Elle effectue du transport de passagers, du transport de fret, et possède plusieurs bombardiers d'eau pour la lutte contre les incendies. Son hub principal est situé sur l'aéroport de Yellowknife (CYZF), et elle possède deux bases secondaires, la première à l'aéroport de Hay River/Merlyn Carter (CYHY) et la seconde à l'aéroport régional de Red Deer (CYQF).
La compagnie aérienne a été l'objet d'une série d'émissions documentaires, Ice Pilots NWT (en), diffusée sur History Television en 2009. Elle a également inspiré la série télévisée Arctic Air diffusée en 2012 sur le réseau public de télévision canadien CBC Television.